# Charles Horman
Charles Edmund Lazar Horman (New York, 15 maggio 1942 – Santiago del Cile, 19 settembre 1973) è stato un giornalista e regista statunitense.
È stato una delle vittime del golpe cileno del 1973 guidato dal generale Augusto Pinochet, che depose il presidente socialista regolarmente eletto, Salvador Allende. Il caso di Horman divenne famoso grazie al film del 1982 diretto da Costa-Gavras, Missing - Scomparso.

## Biografia
Horman nasce e cresce a New York, dove frequenta la Allen-Stevenson School, presso cui si diploma nel 1957. Si laurea alla Phillips Exeter Academy nel 1960 e alla Harvard University nel 1964 e in seguito lavora per i media statunitensi. Nel 1972 si stabilisce temporaneamente in Cile, dove lavora come giornalista freelance. Il 17 settembre 1973, sei giorni dopo il colpo di stato militare, Horman viene prelevato dai soldati cileni e portato allo Stadio Nazionale di Santiago, trasformato dai militari in campo di concentramento, dove i prigionieri venivano interrogati, torturati e uccisi. Per circa un mese non se ne hanno notizie e solo in seguito fu stabilito che era stato sepolto all'interno di un muro dello Stadio Nazionale. Un secondo giornalista statunitense, Frank Teruggi, incontrò un destino simile.
Al tempo del colpo di Stato, Horman era nella località turistica di Viña del Mar, nelle vicinanze del porto di Valparaíso, che fu utilizzato come base dai golpisti. Nel film Missing - Scomparso di Costa-Gavras viene mostrato Horman parlare con diverso personale operativo statunitense che assiste la giunta militare cilena. Il film suggerisce che Horman avesse scoperto prove della complicità degli Stati Uniti nel colpo di stato e che questo sia stata la causa del suo arresto, sparizione e assassinio. È ancora da chiarire perché Horman fu ucciso dai militari cileni. Gli sforzi per indagare sulla sua scomparsa, incontrarono inizialmente la resistenza e la doppiezza dell'ambasciata statunitense di Santiago.

## Il caso nei media
Il caso di Horman è stato reso celebre dal film hollywoodiano Missing - Scomparso, diretto nel 1982 dal regista greco Costa-Gavras, e interpretato da Jack Lemmon e Sissy Spacek nelle parti del padre e della moglie di Horman, mentre il protagonista è stato impersonato da John Shea. Il film è basato sul libro The Execution of Charles Horman: An American Sacrifice, di Thomas Hauser, pubblicato nel 1978 e ristampato nel 1982 con il titolo Missing.
Quando il film venne realizzato dalla Universal, Nathaniel Davis, ambasciatore statunitense in Cile dal 1971 al 1973, fece causa al regista e allo studio di produzione per diffamazione, chiedendo un risarcimento di 150 milioni di dollari, anche se il suo nome non venne fatto nel film, ma solamente nel libro. Il giudice alla fine respinse la causa di Davis.
Anche l'ultimo episodio della decima stagione della serie televisiva Law & Order, intitolato Vaya con Dios, era basato sulla vicenda di Charles Horman.

## Memorandum del Dipartimento di Stato
Per molti anni dopo la morte di Horman, il governo statunitense ha fermamente mantenuto la sua posizione, affermando la propria estraneità al fatto. Solo nell'ottobre del 1999 Washington ha rilasciato un documento che prova che gli agenti del servizio segreto statunitense ebbero un ruolo nella morte di Horman. Il memorandum del Dipartimento di Stato, datato 25 agosto 1976, venne declassificato l'8 ottobre del 1999, assieme ad altri 1100 altri documenti di agenzie e che fanno tutti riferimento agli anni del golpe.

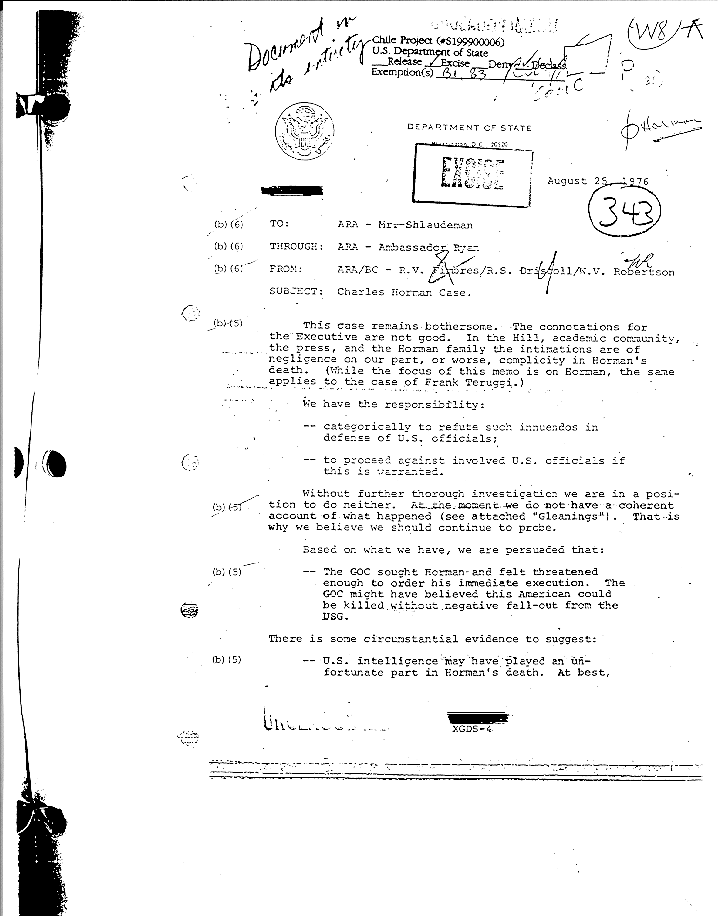
Il memorandum desecretato del Dipartimento di Stato

Scritto dai tre funzionari del Dipartimento di Stato Rudy Fimbres, R. S. Driscolle e W. V. Robertson, e indirizzato a Harry Schlauderman, un funzionario di alto rango della divisione latino-americana del dipartimento, il documento di agosto descrive il caso di Horman come "fastidioso", riferisce che le indagini della stampa e del Congresso imputano la vicenda a una «negligenza da parte nostra o, peggio, complicità nella morte di Horman». Il memo dichiara inoltre che il Dipartimento di Stato ha avuto la responsabilità di «smentire categoricamente queste insinuazioni in difesa dei funzionari degli Stati Uniti». Il documento riconosce tuttavia, che tali "insinuazioni" erano fondate.
I tre funzionari del Dipartimento di Stato affermavano di aver dimostrato che «il GOC (Governo del Cile) cercava Horman e si sentiva sufficientemente minacciata da ordinare la sua esecuzione immediata. Il GOC riteneva che questo americano poteva essere ucciso senza ricadute negative da parte del USG (Governo degli Stati Uniti).»
La relazione prosegue dichiarando che le prove indiziarie indicavano che «i servizi segreti degli Stati Uniti potrebbero aver avuto un ruolo sfortunato nella morte di Horman. Nella migliore delle ipotesi si sono limitati a fornire o confermare le informazioni che hanno contribuito a motivare il suo omicidio da parte del GOC. Nel peggiore dei casi, i servizi segreti statunitensi erano al corrente che Horman era visto in cattiva luce da parte del GOC e i funzionari degli Stati Uniti non hanno fatto nulla per scoraggiare la logica conseguenza della paranoia del GOC».
Dopo la pubblicazione del memorandum del Dipartimento di Stato, la vedova di Horman, Joyce, lo ha descritto «una pistola ancora fumante». Lo stesso documento era stato inviato alla famiglia Horman più di venti anni prima, ma con i punti testé menzionati oscurati dal Dipartimento di Stato. L'ultima versione contiene ancora passaggi oscurati per ragioni di "sicurezza nazionale", ma rivela più della precedente.

## Sviluppi giudiziari
Nell'ottobre 1977 l'organizzazione non governativa statunitense Center for Constitutional Rights ha intentato una causa per conto della vedova di Charles Horman, Joyce Horman, nei confronti dell'ex segretario di Stato americano Henry Kissinger e di altri alti funzionari degli Stati Uniti per concorso nell'assassinio di Charles Horman.
Nel dicembre 2000, in seguito alla desecretazione dei documenti del Dipartimento di Stato americano, la vedova di Horman ha presentato formalmente una denuncia legale in Cile contro Augusto Pinochet per l'omicidio irrisolto del marito. Il caso è stato originariamente assegnato al giudice istruttore Juan Guzman.
Il 14 settembre 2001, il governo cileno è stato escluso dal caso Horman. Nel dicembre 2003 il giudice speciale cileno Jorge Zepeda ha incriminato l'ex agente dell'aeronautica Rafael González Agustín Verdugo quale complice per l'omicidio di Charles Horman. Nel novembre 2011 la giustizia cilena ha incriminato un altro ufficiale cileno dei servizi segreti, il generale di brigata Pedro Espinosa e l'ex capo del gruppo militare americano, il capitano Ray Davis, chiedendone l'estradizione dagli Stati Uniti.
Il 18 ottobre 2012 la Corte Suprema del Cile ha approvato la richiesta di estradizione di Davis, per il suo ruolo avuto negli omicidi di Charles Horman e Frank Teruggi. In seguito si è scoperto che Davis, che ha guidato la missione militare degli Stati Uniti presso l'ambasciata a Santiago del Cile durante il colpo di stato militare del 1973, viveva ancora segretamente in Cile, ed è morto a Santiago il 30 aprile 2013. La vedova Horman, al fine di provare la copertura fornita dagli Stati Uniti a Davis e verificarne l'effettiva morte, aveva richiesto al governo statunitense di produrre i documenti relativi ai pagamenti delle pensioni erogate a quest'ultimo nel corso degli anni, che tuttavia erano stati negati per "motivi di privacy" . L'ambasciata degli Stati Uniti a Santiago ha affermato che è venuta a conoscenza della morte di Davis il 10 maggio e ha aggiunto che "il governo degli Stati Uniti non era a conoscenza che Davis viveva ancora in Cile".
Il 9 gennaio 2015 il giudice speciale Jorge Zepeda Arancibia ha condannato due ex agenti della Dina (la polizia segreta di Pinochet): il brigadiere dell'esercito in pensione Pedro Espinoza Bravo è stato condannato alla pena di 7 anni di carcere per il suo ruolo quale autore degli omicidi di Charles Horman e Frank Teruggi, mentre il funzionario in pensione dell'aeronautica cilena Rafael González Berdugo è stato condannato a 2 anni di carcere, con la concessione del beneficio della condizionale, per il suo ruolo come complice per l'omicidio di Charles Horman. Il 5 settembre 2015 la corte di appello di Santiago del Cile ha ratificato la sentenza di condanna contro Pedro Espinoza Bravo e Rafael González Berdugo. Sul versante civile la corte ha stabilito inoltre che lo Stato e i condannati devono corrispondere un risarcimento di 130 milioni di dollari alla vedova di Charles Horman e 100 milioni di dollari per Janis Teruggi, sorella di Frank Teruggi, per danni morali.